# 俺、ツインテールになります。
『俺、ツインテールになります。』（おれ ツインテールになります）は、水沢夢による日本のライトノベル。イラストは春日歩およびbun150（20巻のみ）。通称「俺ツイ」。ガガガ文庫（小学館）より2012年6月から2022年11月まで刊行された。第6回小学館ライトノベル大賞ガガガ文庫部門審査員特別賞受賞作。第2回ラノベ好き書店員大賞にて7位を獲得している。

## あらすじ
1巻・2巻
ツインテールをこよなく愛する少年・観束総二は、幼馴染の津辺愛香と共に高校の入学式の日を迎えていた。その帰り道、彼は異世界からやって来た美少女・トゥアールから奇妙なブレスレットを押し付けられる。ツインテールの危機と聞かされ、わけも分からずブレスレットを受け取った総二。その直後、各種のフェティシズムから生まれる精神エネルギー・属性力を糧とする異世界の（残念な）怪物・エレメリアンが来襲。最高の属性力とされるツインテールを無差別に収集し始めた。襲われた者はツインテールを失い倒れてしまう。そして、美しいツインテールを持つ生徒会長・神堂慧理那も襲われそうになった時、総二はブレスレットの力でテイルギアを装着。ツインテールの幼女戦士・テイルレッドとなってエレメリアンを撃退する。一方で事態を重く見たエレメリアンの侵略軍団・アルティメギルは地球侵攻を本格化、さらなる属性力と残念さを持った刺客を次々に送り込んできた。
愛香が変身する（過剰防衛気味の）戦士・テイルブルー、慧理那が変身する（露出狂かつマゾの気を持った）戦士・テイルイエローを仲間に加えた総二は、日に日にアイドル視されていくテイルレッドと敵味方双方の残念さに頭を抱えつつ、愛するツインテールを守るため敵に立ち向かうこととなる。
3巻・4巻
ツインテイルズはアルティメギル首領直属の処刑人・ダークグラスパーと遭遇する。レッドはダークグラスパーを打ち破り丸裸にするが、彼女は去り際にレッドにキスして帰る。そこで女性への愛とツインテールへの愛を混同してしまった総二は男性の姿に戻れなくなり、ソーラ・ミートゥカとして暮らすことになる。しかし、女性への愛とツインテールへの愛は異なることを知り、自らの力を強化して戻って来れた。
5巻
総二は夢を通して異世界の少女リルナとロエルに出会う。2人の世界で合宿をすることになったツインテイルズはそこで皆がポニーテールであることに気づく。そこはエレメリアンの侵攻によりツインテールが禁止され、ポニーテールが強制された世界だった。そんな世界で2人は合体してロロリーとして戦っているのだった。そこで彼らは貴の三葉と戦うことになる。しかしポニーテール属性をこの世界に広めたのはリルナとロエルだった。さらにツインテイルズはポニーテール属性を極限まで高め、人間化したフェニックスギルディと相対する。
6巻
ダークグラスパーであるイースナは組織から反逆者の烙印を押され、相棒のメガ・ネプチューン＝Mk.IIも破壊されアルティメギルを追放される。そしてイースナとメガ・ネはテイルブラックとテイルシルバーとしてツインテイルズに加わることになる。
7巻
慧理那は自らがパワーアップできないことに悩み、自らの殻に閉じ籠ってしまう。その結果イエローはシャドウイエローとして暴走してしまう。しかしイエローは自らのマゾヒスト性に目覚め、アブソリュート・チェインを会得する。
8巻
愛香は総二が愛しているのが愛香自身なのか、愛香のツインテールなのか分からず悩んでいた。愛香を思って決してツインテールにしなかった姉の恋香は愛香が総二に想いを伝えたと思い、ツインテールにする。そしてツインテールに自信をなくした愛香は、慧理奈のメイドの桜川尊にテイルブレスを預ける。無防備な愛香に死の二菱のトリケラトップギルディが襲いかかり、愛香は暴走したトリケラトップギルディの力により10年前に飛ばされてしまう。しかし5歳の総二や自分に会ったことでツインテールに自信を取り戻し、エターナルチェインを会得してトリケラトップギルディを倒す。
9巻
ツインテイルズは連戦から来る疲労と無理な強化による弊害に苦しみ始める。そんな中、死の二菱の隊長・ティラノギルディが総二らの世界にやってくるが、ティラノギルディは属性力を奪うのではなくツインテイルズ同士でのキスを実現させるためツインテイルズと接触するが、テイルレッドが男だと知ったティラノギルディは絶望する。その後総二は結翼唯乃とデートすることになり、唯乃は最後に、総二が究極的に強くなった場合「究極のツインテール」となって全ての世界を滅ぼしてしまうと告げる。その結果総二はフェニックスギルディと戦うことになる。
10巻
フェニックスギルディに敗れ、隙をつかれティラノギルディに属性力を奪われた総二はツインテールを愛することができず空ろな日々を送る。一方他のツインテイルズのメンバーは戦えなくなった総二の代わりに力を尽くすが、力の差は歴然としていた。そんな中ティラノギルディはついにこの世界への総攻撃を始める。様々な場所で同時多発的に起こる攻撃に総二を欠いたツインテイルズは劣勢を強いられる。一方総二はデック・ニールソンと出会って自らのツインテールへの愛が力とは関係ないことに気づき、属性力を取り戻したことで最終形態を手に入れティラノギルディを倒す。
11巻
死の二菱を撃破したツインテイルズの前に、 神の一剣の交渉人を名乗るグリフォギルディが現れ、「ツインテイルズのアルティメギルへの参入を条件に、この世界への侵攻を止める」ことを伝える。神の一剣の恐ろしさを知っているテイルブラックは、自らを差し出すことで神の一剣の侵攻を阻止しようとしたが、ブラックを止めるためにテイルイエローが立ち塞がった。
12巻
神の一剣の戦士も着々と撃破するツインテイルズには、僅かな油断が生じていた。そんな中、ドラグギルディの混成部隊の残存兵であるカメレオギルディが現れる。 マーメイドギルディの手で強化されたカメレオギルディの能力で、ツインテイルズは色と性格をシャッフルされてしまった。その混乱のさなか、神の一剣の恐怖を体現する存在であり、ツインテールの天敵といえる属性を持った戦士がついに出撃する。

## 登場人物
「声」はテレビアニメ版の担当声優。

### ツインテイルズ
観束 総二（みつか そうじ）
声 - 島﨑信長、上坂すみれ（女体化時）
本作の主人公。私立陽月学園高等部の1年生。世界最強のツインテール属性（＝愛情）を持っており、その愛は入りたい部活動の質問用紙に無意識に「ツインテール部」と書いてしまうほど。
基本的には優しい性格で、正義感あふれるヒーロー気質だが、ツインテールに対して極大の愛を持つが故に、それに纏わる事柄には世間とズレた感性を持っている。その影響で、性欲の大半がツインテールへの執着に転換されており、恋愛ごとには非常に淡白である。しかし、それ以外は常識的な思考の持ち主であり、日々行き過ぎた暴力の絶えない愛香、変態的な言動の多いトゥアール、中二病丸出しの未春に対してはツッコミ要員となって奮闘している。
愛香とは幼馴染であり、家族ぐるみの付き合い。そのため、愛香を家族のように思っており、「気兼ねなく話し合える友人」「親友」として信頼している。
テイルレッド
総二がトゥアールから託されたテイルギアを装着し、変身した姿。変身すると完全に女体化するが、姿が幼女なのはトゥアールの趣味である。アルティメギルからは「究極のツインテール」とみなされており、自身も「見事なツインテール」と評している。公衆で活躍する彼女の人気は瞬く間に世界レベルになり、ヒーローというよりアイドルのような扱いをされている。
ソーラ・ミートゥカ
第4巻にて総二が女体化の解除が出来なくなった姿。トゥアールによれば総二が女性として成長した姿で、テイルレッドが大きくなった姿をしている。身長は慧理那と同程度だが胸囲はDカップと大きく、愛香の嫉妬の対象となっている。また、感度がいい。男女問わず人気があり、ファンクラブもできるほど。この姿の際、総二はツインテルエンザ治療のため、海外に行ったことにされていた。テレビアニメ版では慧理那がそう提言し、この偽名を与えた。
この姿になった原因は、イースナにキスされて女性の愛を知ったことでツインテール愛が薄れるのではないかという恐怖心だったが、自身の内なるツインテールとの対話によって、その2つが別物だと気付き元の姿に戻れるようになった。その結果、攻撃とスピードにそれぞれ能力バランスを振り分けた2つの新形態、ライザーチェイン、フォーラーチェインを手に入れた。
第9巻では、ティラノギルディにツインテール属性を奪われテイルレッドに変身出来なくなった総二の心の中に現れ、自身が彼のツインテール属性のストッパーであることを告白。彼がツインテールのために闘い続ける覚悟を認め、自身のツインテールのリボンを託して消えていった。それにより第10巻で「やはりツインテールが好きだ」という結論に辿り着き、その結果、総二は自身の属性力を自在に操れるようになり、取り戻した自らの属性力をツインテイルギアにすることが可能となった。そして元から身に付けていたトゥアールのテイルギアを合わせることで、最強形態アルティメットチェインへの変身が可能となった。なお、ソーラ自体は総二から発生したものではなく、外的な要因により総二に宿っていたものらしい。

津辺 愛香（つべ あいか）
声 - 相坂優歌
本作のヒロインの1人で、総二の幼馴染。私立陽月学園高等部の1年生。腰まで伸ばした左右均等の青色ツインテールが特徴で、総二からは「貧乳を除けば完璧」と評されている。総二とは自宅が隣同士であり、彼の部屋とは向かい合い、空き幅も狭いために窓をまたいで行き来ができる。祖父が武術家で、幼いころから稽古をつけられて育ったこともあり、格闘戦の実力が異常に高い。
おしとやかでプロポーション抜群の姉がおり、そのことが体型へのコンプレックスに繋がっている。両親は海外出張のため、姉と2人暮らし。
同じ相手に恋心を抱いているトゥアールを煙たがり、毎晩のように総二へ夜這いをかけるトゥアールを撃退する日々を送っている。その一方で、トゥアールに対して徐々に友情のような感情を抱くようになる。同級生からの人気が高く、総二に対する恋心も女子生徒には見抜かれていて応援されている。
テイルブルー
愛香がトゥアールから奪ったテイルギアで変身した姿。家族や友人想いだが、敵に対しては恐ろしい勢いで牙を剥き、アルティメギルからは「二足歩行するケモノ」「鬼神」として恐れられている。また、作中の報道でも評価は劣悪で、世間一般からも酷評され、猛獣やアルティメギルより凶暴な存在として認知されている。トゥアールが命名した、自身のキレた状態である「貧乳凶獣状態」（バーサーカーモード）は敵が逃げたりすると近くの巨乳（変身中のイエロー）に襲いかかる危険な状態である。
第8巻で過去に飛ばされた際には、幼い総二に出会ったことで改めて自分の気持ちに向き合えたこと、そして幼い総二からもらった胸パッドで強化形態「エターナルチェイン」を会得した。

神堂 慧理那（しんどう えりな）
声 - 赤﨑千夏
本作のヒロインの1人。私立陽月学園高等部の2年生。学園の生徒会長であり、生徒すべての名前を覚えている。先端にカールがかかったツインテールが特徴であり、総二からは「高貴」「麗しい」と評されている。神堂家ではツインテールが家訓となっているため、母親の命令で幼少期から強制的にツインテールにされていた。このこともあり、実はツインテールを憎んでいた。ヒーローに憧れており、学園を挙げてツインテイルズの応援をしていたが、後に自身もツインテイルズの一員となって戦う。
テイルイエロー
慧理那が託されたテイルギアで変身した姿。変身すると身長が伸び、グラマーな体型に変わる（変身後はEカップ）。自身のテイルギアは、ツインテール属性と巨乳属性を組み合わせたハイブリッドタイプであり、本来は愛香が使うはずだったが、ブルーとしての戦いを経験した彼女には使えなかったために託された。当初は、変身しても満足に戦えなかったが、トゥアールの入れ知恵でレッドに叱咤されたことで、うちに秘めていたM属性が解放され、自分の実力を発揮出来るようになった。
未春の提案により、銃を武器とする後方支援型になるはずだったが、ヒーロー趣味により前線へ突撃する上に、攻撃をするたびに武装を脱いでいくため、仲間からは悩みの種となっている。しかし、攻撃の糸口を見つけることもあるため、完全に趣味が役に立っていないわけではない。また、脱衣などのせいで世間一般では変態扱いされている。全身の武装を一気に発射する「完全脱衣形態」（フルブラストモード）では、ツインテールをアンカーロックにして支えている。
シャドウイエロー
第7巻にて、フェニックスギルディの一言をきっかけに信念を揺るがされ、自分の殻に閉じ籠り発動させた暴走形態。普段のイエローを反転させたようなサディスティックな言動（ブラックによると『テイルエロ』）と、高らかなお嬢さま笑いが特徴。鬱屈のままにレッドに襲いかかるが、ブラックの助力で自分の心象世界に突入した総二の説得を受け変身が解除され、結果として強化形態「アブソリュートチェイン」を会得した。

トゥアール / 観束 トゥアール（みつか トゥアール） / 仮面ツインテール
声 - 内田真礼
異世界からやって来た美少女。年齢、誕生日ともに不詳。銀髪のロングヘアが特徴で、常に特製の白衣を身に着けている。故郷がアルティメギルに侵略され、仇を討つためにかつて自身が持っていたツインテール属性をコアにしたテイルギアを作り、総二達に託した。そのため、自身はツインテールを結ぶことができない。
非常にテンションが高く悪ノリしやすい性格のため、愛香との相性は悪いが、彼女のことを気遣ったりするなど徐々に友情のような関係が芽生えてきている。一目ぼれした総二に時折熱烈なアタックを仕掛けるが、悉く愛香の鉄拳制裁を食らっている。幼女好きであり痴女だが、普通の恋愛感情を抱かせる場面になると途端に純情になる一面もある。
第2巻にて陽月学園に編入しており、学園では「観束 トゥアール」と名乗り、総二の親戚の外国人として振舞っている。アルティメギルの前ではフルフェイスマスクを着け「仮面ツインテール」と名乗ることもあるが、直接戦うことはなく、後方支援を担当している。
テイルホワイト
第16巻にてトゥアールがテイルブレスレボリューションを得てツインテールの戦士として復活した姿。

イースナ / テイルブラック / ダークグラスパー / 善沙闇子（いいすな あんこ）
声 - 日笠陽子
トゥアールと同郷の異世界出身の少女。黒髪と眼鏡が特徴。トゥアールに対して、ストーカーになるほど重度のファンであり、敬愛している彼女に近づくため、「眼鏡属性」（グラス）で駆動する強化服「グラスギア」を開発し、自ら着装する。
アルティメギルにより故郷の属性力が奪いつくされ、またトゥアールも姿を消したあと、自分なりのやり方で世界を守るため、みずからアルティメギルの一員「ダークグラスパー」となっていた。その後は首領直属の処刑人という地位にまで上り詰めるが、ツインテイルズとの邂逅やトゥアールとの再会、首領の無慈悲な仕打ちなどを経てアルティメギルから離反し、「テイルブラック」としてメガ・ネ共々ツインテイルズに協力することになる。世間での評価はレッド以外のメンバー同様に悪い。地球ではアイドル・善沙闇子としても活動している。

### ツインテイルズの関係者
メガ・ネプチューン＝Mk.II / メガ・ネ / テイルシルバー
声 - 田村ゆかり
イースナの相棒であるロボット。Mk.IIとあるが一号機。屈強なフォルムで、V字型の頭部には眼鏡を思わせるディティールとツインテール、背には小さな片翼を持つ。人型のほか、ジェット形態・戦闘機形態（メガネウィンガー）、バイク形態・爆走機形態（メガネストライカー）と三種の形態に変形できる。キャラクター作りをしたような関西弁が特徴で、何かとイースナの世話を焼くことが多い。
第6巻にて、首領に粛清を受け頭部を残して破壊されるが、イースナの呼びかけに応えて復活し、彼女の強化装甲として合体し、文字通り一心同体の活躍をみせた。その後もツインテイルズを支援する存在として登場し、世間からは初めのレッドの正統派な仲間として、ブラックと違い高い人気を獲得した。
メガネドン
メガ・ネが扮する、サメのマスコットキャラクター。イースナが闇子として活動する際に共に活動することがあるが、その人気・知名度は闇子を凌ぎつつある。

観束 未春（みつか みはる）
声 - 五十嵐裕美
総二の母。アドレシェンツァを経営しているが、気分次第で店を閉めて外出することも多い。重度の中二病であり、「とうとうこの時がきたのね」などの独り言を幼少期から呟き続けている。夫とは死別しているが、その夫もかなりの中二病だった。
総二たちの活躍を知っており、トゥアールの造った秘密基地の内部も誰よりも熟知している。自作の特撮・悪の女幹部的ボンデージ・コスプレを着用し、トゥアールからは「未春将軍」と呼ばれる。彼女の助言はツインテイルズの成長のカギとなることも多い。
桜川 尊（さくらがわ みこと）
声 - M・A・O
慧理那の専属メイド兼護衛。メイド長なだけあって、身体能力は高い。護衛として陽月学園に潜入していたが、慧理那が気を遣ったため、非常勤の体育教師（テレビアニメ版では総二・愛香のクラスの副担任）として学園に赴任する。未春と同じくツインテイルズの正体を知る人物であり、彼女らの手助けをしている。
婚期を逃して結婚を焦るあまり、男性に手あたり次第に婚姻届を配布しており、それは生徒たちも例外ではない。また、寂しがり屋。総二に執心している節があるが、その理由は「押しに弱そうなので」と明言している。
第8巻では、愛香の不調により一時的にブルーの代役となった。
神堂 慧夢（しんどう えむ）
声 - 井上喜久子
慧理那の母で、私立陽月学園の理事長。一見クールな物腰に見えるが、陽月学園在学時の出会いにて、内なるドMを開花させている。家の掟にしたがって18歳で結婚したが、夫もドMであったため、仕方なく交互にドSを演じることで円満な夫婦生活を送ることになる。
未春は高校時代の先輩であったのと同時に主従関係を結んでおり、ドM心を満たせた幸せな高校生活を送っていた。その後、第7巻にて未春と再会、また慧理那がイエローであることを知り、親娘の関係はより円満になった。
津辺 恋香（つべ れんか）
愛香の姉で、私立陽月学園大学部の2年生。優しく家庭的で、スタイル抜群。黒いストレートロングの美しい髪だが、妹の気持ちに配慮して、ツインテールにはしていない。総二が絡むと意味ありげな言動をみせることがあるが、総二と愛香には気づかれていない。また、シスコンの気がある。喫茶店アドレシェンツァの常連客でもある。
ロエル
総二たちとは違う世界を統治している、王家の双子姫の姉。世界よりツインテールを守ろうとする総二と異なり、国民第一で自ら正体を明かし戦うことで、国が活気になると信じている。
妹と反対に純真無垢な子供だが、強かな面も併せ持ち、男性の総二に興味津々で彼を「おにいちゃん」と慕う。彼女の腹黒さは、トゥアールと愛香には看破された。
その後、リルナとともに総二の夢の中に侵入する方法を身に付けた。
リルナ
ロエルの妹で、国民から愛されている。姉への溺愛ぶりなら、トゥアールたちに勝るとも劣らない変態。覗き・忍び込みは当たり前。姉に対するセクハラは日に日にエスカレートしていく。また、総二に対してもツンデレな恋心を抱いているが、姉のロエルほど性に露骨ではない。
ロロリー
「ツイン・コネクト」によって、ロエルとリルナが合体した姿。テイルギアとは技術体系が異なるため、魔法少女を思わせる外見を持つ。なお、ツインテールの戦士に選ばれたのはロエルだけだが、リルナの補佐によってさらに大きな力を発揮できる。

### アルティメギル
首領
第6巻から登場。全ての属性力を支配するといわれる、アルティメギルにおける絶対の存在。迷宮のような構造の多次元宇宙空間の、ベールに包まれた玉座に座している。その正体は誰も知らず、声も老若男女が合わさったようなものとなっている。メガ・ネを一撃でバラバラにするほどの強さを持つ。その発言はあまりにも痛くかつ意味不明で、幹部ですらあまり理解出来ない。

#### アルティメギル四頂軍

##### 美の四心（ビー・ティフル・ハート）
ビートルギルディ
第5巻から登場。美の四心の隊長。カブトムシのようなエレメリアン。神域の画力をもつイラストレーターで、おしとやかな恋が好き。テイルブルー対策として「テイルブルーのイラストを模写せず描き上げる」試練を課す。
テレビアニメ版では両者とも台詞は無いものの、スタッグギルディとともに1シーンのみ描写された。
ヘラクレスギルディ
ビートルギルディの最終闘体。ツインテイルズとの最終決戦時に、倒されたスタッグギルディの属性力と融合したことで発動した。

スタッグギルディ
第5巻から登場。美の四心の隊長補佐。クワガタムシのようなエレメリアン。ビートルギルディと義兄弟の誓いを立てており、彼を「兄さん」と呼ぶ。積極的な恋が好きで、人間の告白シーンを出歯亀していた。ペイントソフト開発から専用タブレット制作、さらにはフィギュア原型に至るまで、ビートルギルディの画業を陰で支える。
アラクネギルディ
声 - 速水奨
第4巻に登場。美の四心の副隊長。半人半クモのような姿で、名刀「男の娘の棒」（アマノムラクモ）の使い手。長らく自身は前線に出向かず、後進育成に努め多くの弟子に慕われていた。
スパイダギルディ
アラクネギルディの若き日の姿。奥義「男の娘の楽園」（パ＝ラ＝ダンシ）は、この姿の映し身を群体で使役する技である。
テレビアニメ版では初登場時はこの姿で登場し、修練後に脱皮するように変身しアラクネギルディとなっている。

パピヨンギルディ
声 - 三木眞一郎
第3巻に登場。チョウのようなエレメリアン。美の四心の先鋒として登場した。
ホッパーギルディ
第4巻に登場。バッタのようなエレメリアン。美の四心の参謀格。
スネイルギルディ
声 - 神奈延年
第4巻に登場。カタツムリのようなエレメリアン。背負った殻の防御力は美の四心最強。
スラグギルディ
ナメクジのようなエレメリアン。スネイルギルディが武装脱衣したイエローに感銘を受け、自ら殻を脱いだ姿。アニメには未登場。

フリイギルディ
声 - 楠大典
第4巻に登場。ノミのようなエレメリアン。甲殻で全身を覆われている。自身の属性力故に、ブルーに踏まれ悦んでしまった。
マンティスギルディ
第4巻に登場。カマキリのようなエレメリアン。
ワームギルディ
声 - かないみか
第4巻に登場。ミミズのようなエレメリアン。その属性から彼に恋心を抱いているエレメリアンも多い。気弱ながらもブルーを男の娘と誤解したことで命運尽きる。
シルクウォームギルディ
テレビアニメ版オリジナルキャラクター。カイコのようなエレメリアン。同作の監督を務める神戸洋行によって名前と設定を与えられた。同作の数々のシーンにモブキャラクターとして登場しており、オープニング映像ではエレメリアンの軍勢の先頭に描写されている。
センチピードギルディ
テレビアニメ版オリジナルキャラクター。ムカデのようなエレメリアン。スネイルギルディやワームギルディと会話していたため、組織内の地位は高い。

##### 貴の三葉（ノー・ブル・クラブ）
ユグドラシルギルディ
第5巻に登場。貴の三葉の隊長。問題児ぞろいの貴の三葉において、隊員から「先生」と慕われる人格者。
ラフレシアギルディ
第5巻に登場。貴の三葉の副隊長の1体。香料によらない生の匂い（彼女によると「生命」〈ライブ〉）にこだわり、上質な匂いを発するブルーと死闘をくり広げる。
マンドラゴラギルディ
第5巻に登場。貴の三葉の副隊長の1体。ドMならではの攻撃吸収能力をもって、イエローの前に立ち塞がる。
チェリーブロギルディ
第5巻に登場。総二たちと遭遇するが、敵意を向けることはなかった。その後、ロロリーに倒される。
カクタスギルディ
第5巻に登場。「とりあえず拒否る」を信条としている。戦いの最中、乱入して来たフェニックスギルディに倒される。

##### 死の二菱（ダー・イノ・ランヴァス）
ティラノギルディ
死の二菱の隊長。自らを「帝王」と呼ぶなど傲慢な素振りを見せるが、内心は小心者。しかし心の弱さを裏返せば、自らの誇りよりも勝利を優先する覚悟を持ち優れた洞察力を持つ強力な戦士となる。五大究極試練であるナニイー・テモス・ヴェイルを修めているが、それ以前に元から空気を読めないため、周りからの人望は薄い。
首領より「相手の属性力を奪うことで無限に強くなる」力を授けられている。その力でレッドから属性力を奪い、赤いツインテールを生やし念願の人望を手に入れるが、奪い返された際に「奪われる悲しみ」を知る。そしてそれを否定する葛藤の果て、ドラグギルディと同じくツインテールを生やした最終闘体へと変身する。
トリケラトップギルディ
死の二菱の「左牙の副官」（レフト・ファング）。時間移動能力を持つ。あらゆる意味で個性的なティラノギルディをなだめすかすなど見事な副官としての手腕を見せる。
オーガギルディ
トリケラトップギルディの最終闘体。頭部を破壊されたことで発動した。

プテラギルディ
第6巻に登場。死の二菱の「右牙の副官」（ライト・ファング）。高速飛行能力を有する。ダークグラスパーの処刑を首領より直々に命令され彼女を追う。赤の他人の人間の母親に無理やり甘えたり無理矢理親孝行し、結果的に荒んだ人間親子の関係を良好にするという行為を全国で繰り返した。
メガネウラギルディ
メガネウラのようなエレメリアン。死の二菱の先鋒として登場。
アンモナギルディ
携帯ゲームのキャラクターと結婚するという死亡フラグを立て、見事に散った。
トリロバギルディ
アンモナギルディの兄弟子。アンモナギルディと同様に昔の漫画などにおけるお約束の塊。
コックロチギルディ
自分の属性力に劣等感を感じている故にやる気がなかった。
ブラキオギルディ
訛りがきつい巨漢のエレメリアン。ネット動画にゲーム実況を投稿している。マイペースで戦闘中に勝手に帰るなどの行動をしていたが、ティラノギルディの懇願で自らの命を捨てる決死の作戦に参加する。
マンモギルディ
テイルレッドのツインテールを生やしたティラノギルディの髪を触る権利のために出撃したが、自らの属性の良さを伝える間もなく倒された。
ロンギスギルディ
ロンギスクアマのようなエレメリアン。お転婆な幼子と闘いたいという自らの願望があるが、それ以外は無力な人間は傷つけたくないといった心を持つ誇り高い戦士。
ハルキゲギルディ
ハルキゲニアのようなエレメリアン。ダークグラスパーの濁っていた眼を気に入っていた。ブラックのギャラリーも逃げ出す精神攻撃に倒された。
アンフィコギルディ
アンフィコエリアスのようなエレメリアン。ティラノギルディに逆らい彼のために散ると決めた死の二菱達の最後の1体。最終闘体で登場した。

##### 神の一剣（ゴー・ディア・ソード）
マーメイドギルディ
神の一剣の「最高科学者」。人魚のような女性エレメリアン。エレメリアン及び戦闘員を強力な副作用と引き換えに強化する装置「首領の息吹」（ゴッド・ブレス）などを開発している。穏やかな雰囲気を漂わせているが内面はマッドサイエンティストであり、他者を実験材料としか見ていない。ユグドラシルギルディとは友人であり、貴の三葉をボーイズラブ一色に染めたのも彼女である。
エンジェルギルディ
マーメイドギルディの最終闘体。

グリフォギルディ
神の一剣の「交渉人」。グリフォンのようなエレメリアン。他者を見下しており、首領から神の一剣に命じられた「テイルレッドをアルティメギルに引き入れる」という指令を自身のみで行おうとする。尻属性は、この世界において王道にして難関である属性力と言われているが、その行動は他のエレメリアン以上に変態的である。
ヒドラギルディ
マーメイドギルディが9体のエレメリアンを合体させて作った人造エレメリアン。基本属性力は上記の通りだが、他のエレメリアンの属性も混ぜられているため、嗜好が乱れることがあり、言語もたどたどしい。
ワイバギルディ
ワイバーンのようなエレメリアン。ノーパンを愛し、その哲学は常人には理解できないレベルに到達しているが、実際にノーパンを見たことはなかった。
ヴァルキリアギルディ
戦女神の姿を彷彿とさせる女性のエレメリアン。ハゲを愛する禁忌の属性を持つが故、自らの存在意義に苦悩していたが、首領より「アルティメギルに牙剥くツインテールを刈る」という使命を与えられ、以降首領を崇拝しその意向の元行動する。その強さは幹部をも上回り、更に神の一剣の恐怖を体現する恐るべき能力を有している。
12巻終盤にてフェニックスギルディの完全再生能力と自身の能力を合わせ、ツインテイルズがこれまで倒してきたエレメリアンを「無毛で勇ましき者」（エインヘリアル）として復活させる「死して尚変態」（ヴァルハラ）を完成させた。
13巻では首領へ恋心を抱いていることが判明した。無毛で勇ましき者がツインテイルズを倒せないのに業を煮やし総出撃し、ブルーと一騎打ちをするも敗北する。
ガイアギルディ
ヴァルキリアギルディの最終闘体。彼女の敗北後、マーメイドギルディの策略により生み出された。心なき漆黒の戦士「ホロウエレメリアン」を生み出す。

メデューサギルディ
第14巻に登場。
カトブレパギルディ
第14巻に登場。
マミイギルディ
第14巻に登場。
トロルギルディ
第14巻に登場。

##### 終の零星（フォー・ヴァリス・ジョーカー）
アポロギルディ
第14巻から登場。元・神の一剣の戦士であり、第17巻にて終の零星の隊長だと判明した。天真爛漫さを見る者に印象づける幼女のエレメリアン。戦闘状況に応じてスピード特化型である大人の形態「イレギュラーレングス」へと変化させることができる。下ネタが苦手であり限界が「ちん○ん」までなほど。
ハデスギルディ
第15巻から登場。冥府の神、ハデスを思わせるエレメリアン。 精神干渉の技を得意としており、かつてアルティメギルに所属していたイースナを指導していた。 面倒見が良く紳士的な性格。他人の「変態度」なるものを数値化できる能力を持つ。
ポセイドンギルディ
第16巻から登場。 海の神、ポセイドンを思わせるエレメリアン。 自称アルティメギル1のイケメン。陽キャ気質でナンパが趣味。戦いに消極的だが得意の操作術や多数の特殊能力を持ち、戦闘力は高い。
ゼウスギルディ
第17巻から登場。全知全能の神、ゼウスを思わせる女性型エレメリアン。 雷を操る力を持ち、その威力は絶大でアルティメギル最強を自称するほど。癇癪を起こし力を振るった後、激しいダウナー状態に陥る性格。

#### 幹部
ドラグギルディ
声 - 稲田徹
第1巻に登場。総二達の世界を最初に侵略しに来た「ドラグギルディ部隊」の隊長。知勇兼備で、他のエレメリアンを圧倒する戦闘力を備える。また、五大究極試練の1つ、スケテイル・アマ・ゾーンを修めている。
レッドとは敵対しながらも、ツインテールをこよなく愛する者同士であるため意気投合し、互いに敵同士として出会ったことを惜しんでいた。倒された後もフェニックスギルディや他の幹部から強者として扱われている。
第12巻ではヴァルキリアギルディの力で復活し、倒された四軍の隊長達と話し合った結果、ネオアルティメギルを結成する。
ゴッドドラグギルディ
ドラグギルディの最終闘体。

タイガギルディ
声 - 松田健一郎
第1、2巻に登場。トラのようなエレメリアン。ドラグギルディ部隊へ援軍として駆けつけた「タイガギルディ部隊」の隊長。テイルブルーに暴言を吐いたことで、無言のままにとどめを刺される。
スパロウギルディ
声 - チョー
第2巻から登場。スズメのようなエレメリアン。ドラグギルディの側近を長く務めていたため、彼の死後、ドラグギルディ部隊の全権を引き継ぐ。しかし、増援で部隊を率いてきたタイガギルディがすぐにやられたためタイガギルディ部隊も指揮することになるが、戦闘力に自信を持っておらず、ツインテイルズに勝機を見出せずに苦慮している。更にその後派遣されてきた戦士や尊敬できる幹部達が次々と討たれるのを見て苦悩している。
リヴァイアギルディ
声 - 大川透
第2巻に登場。ドラグギルディの死後、援軍として駆けつけた「リヴァイアギルディ部隊」の隊長。周囲には冷酷な態度で振る舞い時には死んだ同僚も冒涜するが、内心では悲しんでいる等実際は優しい性格である。貧乳属性のクラーケギルディとは折り合いが悪いが、最期はブルーに攻撃されそうになった彼を庇い倒された。
クラーケギルディ
声 - 小杉十郎太
第2巻に登場。リヴァイアギルディ部隊と同時に派遣された「クラーケギルディ部隊」の隊長。巨乳属性のリヴァイアギルディとは犬猿の仲だが、彼が倒された際は「よくも我が戦友を手に掛けてくれたな！」と激昂した。テイルブルーを一目見て「貧乳の姫」と呼ぶほど非常に気に入ったが、「貧乳」を連呼したため、かえって彼女を激怒させた。
リヴァイアクラーケギルディ
第2巻に登場。リヴァイアギルディとクラーケギルディの死体が合体し復活した姿。テレビアニメ版には未登場。

ケルベロスギルディ
声 - 山本兼平
第3巻に登場。ケルベロスのようなエレメリアン。オネエであることを隠しているが、周囲には露見している。ツインテールとの共存が難しい属性力を持っていた故に隠居していたが、ダークグラスパーの誘いで戦線復帰した。3体分離能力を持ち、なおかつその分身体の1体でも残れば完全回復するという能力でツインテイルズを苦しめる。

#### 反逆者
フェニックスギルディ
第5巻から登場。モチーフの通り不死身の特性を有しており、なおかつ組織内では裏切り者として首領直々に封印されていた。正義の味方を自称しているが、ツインテールへの犠牲をいとわぬ強引な態度から総二と対立する。その後は結翼唯乃として行動している。
結翼 唯乃（いわばね ゆの）
フェニックスギルディが自身の属性力の研鑽した結果、属性力の極みに到達し少女の肉体を得た姿。肉体はおろか、人格や性的嗜好も女性のそれに変容している。この変化は不可逆なものであるらしく、エレメリアン形態に戻っても彼女は女性のままである。この状態でも強靭な戦闘力を誇るが、第7巻ではテイルギアTYPE-Pを装着し、圧倒的な力をもってツインテイルズの前に立ち塞がる。
ふとしたきっかけでアドレシェンツァを訪れるようになり、未春との会話により強引な性格が徐々に軟化するようになっていく。またツインテイルズの戦いを影から見届けていた結果、総二に対して特別な感情が芽生えるとともに、彼の強過ぎるツインテール属性に危機感を抱くようになった。

ペガサスギルディ
第5巻に登場。フェニックスギルディの親友にして、属性力を研究する科学者。エレメリアンでありながら、とある人間の少女を慕っていた。ほかにもトゥアールと面識があるらしき描写がみられる。
人間側に流出させるための属性力の技術を開発した人物であるが、かねてより他者の属性力に依存しなければ生きていけない自分たちの生物としての在り方に疑問を持ち、ある少女に惹かれたことをきっかけに本格的に別の道を模索し始める。
あらゆる可能性を試すため、通常流出させる以上の技術をトゥアールに譲渡した結果、危険分子と判断され組織から追われ始める。フェニックスギルディの援護を受けながら研究を続けてはいたが、未完成の変身コアのテイルレインフォーサーを残し処刑された。

#### 戦闘員
戦闘員（アルティロイド）
声 - 酒井広大
属性力の搾りかすのようなものから生み出される、無個性な黒づくめ姿のアルティメギル量産型戦闘員。意思疎通は「モケー」。戦闘補助、撮影、買い出しなど、エレメリアンの指示を忠実にこなす。うまく武器を扱えない相手に対して憐憫の情をもって応えたりする優しい側面もある。バリエーションとして貴の三葉が使役する赤い種類の他、上位種の存在も示唆されている。

### その他の登場人物
樽井 ことり（たるい ことり）
声 - 山口立花子
総二と愛香のクラスの担任である女性教師。教師として全くやる気が無いが、サボることに関しては行動力があるらしい。
デック・ニールソン
ツインテイルズのハリウッド映画でブルーを演じるアクション俳優。ブルーの大ファンで、愛香が知った初めてのブルーのファンでもある。役作りに妥協しない役者根性の持ち主。片言ながらも日本語を話せる。
第6巻にて極秘来日。同人誌イベントでスキンヘッドにサングラス姿の友人のスペースにて売り子を手伝う。
ストロベリーツイン
声 - 釘宮理恵
テレビアニメ版オリジナルキャラクター。総二達の先輩で、本名は不明。リザドギルディによってツインテール属性を奪われたが、彼が倒されたため元に戻った。

## 用語
属性力（エレメーラ）
ある事物に対する感情の高ぶり、情熱や興奮、愛着といった思い入れに相当するもの。いわゆる心の力、未知のエネルギー。多少失われる程度なら問題はないのだが、エレメリアンはこれを大きく超えるほどの量を必要としており、一気にこのレベルの量を失ってしまうと二度とその人間はその属性に対してアプローチが出来なくなる。具体的にはその属性を自力で作り出せなくなり、その属性で感情が動かされることがなくなる。属性力を奪われると過去の歴史にも影響し、過去のトゥアールの写真ではツインテールのはずのトゥアールがすべて現在の髪型に改編されている。各属性で強弱が決まっており、その中で最も大きなエネルギーがツインテールである。

究極のツインテール
1つの世界で1人のみが辿り着ける境地。一旦この存在になると、周囲が望む望まないにかかわらず、あふれるツインテール属性によってツインテールに目覚めていき、やがてその世界の人間すべてにツインテールが芽生える。しかし、それだけにとどまらず、この拡大は次元を超え全異世界にツインテールを芽生えさせることになる。
アルティメギルの技術流出は、ツインテールの戦士を作り出し戦わせ、ツインテール属性の拡大を図ったものと思われていたが、実際にはこの存在を作り出すための作戦であることが第9巻で明かされた。作り出せた場合、アルティメギルは世界の数に対する属性力の量を気にせず一斉に侵略を開始することが可能となり、フェニックスギルディはこの事態を危惧し、「戦いをやめろ」と総二に忠告した。
10巻において総二はこの存在になってしまうが、上記のケースは属性力の制御ができていない場合であり、正しく制御ができていれば、生まれ持った属性力とは別に属性力を内に増産し続けるいわば補助炉心としてツインテール属性を与え続ける。この時に溢れる属性力は原子がツインテールの形状をした究極物質・ツインテリウムとなり、レッドの体から吹き上がる。更に、1度属性力を完全に奪われた人間に対しても、新たにツインテールを目覚めさせる可能性が示唆されている。

### テイルギア関連用語
テイルギア（空想装甲）
ツインテール属性を核とし、装着者の属性力と共鳴し生成される対エレメリアン用強化武装。深海や宇宙空間でも変わりなく運用出来る。変身時の掛け声・変身機構起動略語（スタートアップワード）は「テイルオン！」だが、口にしなくても変身可能である。体力が尽きると変身は自動的に解除されるが、エネルギーが切れた場合は例外でその場に倒れこむだけであり、変身も自動的に解除されない。
実はエレメリアンが流出させた技術で、意図的に性能限界が作られているものであったが、ペガサスギルディが独断で技術をトゥアールに譲渡、結果作られた現在のテイルギアは使用者の属性力とは別個に属性力を使用し、二つの属性力を共鳴させることでエレメリアンが調節した限界を大きく超える性能を獲得した。属性力の共鳴自体は知られていた現象であるが安定性に難があり、実用までもっていったのはトゥアールが初。このシステムをいわば逆輸入した結果がグラスギアやテイルギアTYPE-Pである。
フォトンサークル
首に装着。認識攪乱（イマジンチャフ）を展開する。
フォースリヴォン
髪飾り型デバイス。装着者の属性力の高まりに呼応して武器を生成する。また、ギア（≒ツインテール）の維持もこれで行っており、破壊されるとギアが解除され、実質的に再装着出来なくなる。
フォトンヴェイル
全身を覆う、テイルギアの構成素材である極軟性金属。
スピリティカフィンガー
握力を強化するグローブ。パンチ力は100トン以上。
スピリティカレッグ
膝下から足首まで覆うパーツ。キック力は150トン以上。
テイルブレス
テイルギアの変身前の形態である腕輪。ツインテイルズは普段からこれを常時装着しているが、他者からは認識されない。変身時にギア一式の形成を、変身後はテイルギアの出力安定装置となる。基地のメインコンピュータと連動し、稼働状況をタイムラグ無しで伝送。
属性玉変換機構（エレメンタリーション）
左腕にジョイントした属性玉の力を引き出す特殊装備。変換された属性玉の力は実体化してテイルギア各部に装填される。
属性玉多重変換機構（エレメアディッション）
第2巻で研究開発、第5巻で実装。属性玉変換機構を改造したもの。男の娘属性、性転換属性の2つの属性が互いに補完し合い、属性力のハイブリッドとしての強化を可能にした。ブルーとイエローのテイルギアには実装したが、テイルレッドのテイルギアは独自進化で未知の領域が多いため、見送られた。1度に1つずつしか使用出来なかった属性玉を、2つ同時に発動させられるが、テイルギアへの負荷が高まるため、使用は1日1回。

エクセリオンブースト
属性力を収束・開放する、腰に展開する増幅装置。
エクセリオンショウツ
長期戦用機能。素早く吸収、分子分解、大気に拡散が出来るが、諸々の事情により詳細は割愛されている。4巻で使用されそうになるが未遂に終わる。
フォトンアブソーバー
テイルギアを取り巻く精神エネルギーの防護膜。

属性玉（エレメーラオーブ）
エレメリアンが死亡後に残す属性力の玉。テイルギアに装着することで機能拡張ができるが、必ずしも名称と効力が一致するわけでない。
| 名称                             | 効力                                                                                       | エレメリアン                         | 使用者                   |
| -------------------------------- | ------------------------------------------------------------------------------------------ | ------------------------------------ | ------------------------ |
| 人形属性（ドール）               | 敵の作った人形を無力化する。                                                               | リザドギルディ、フォクスギルディ     | ブルー                   |
| 体操服属性（ブルマ）             | 簡単な重力制御ができる。                                                                   | タトルギルディ                       | ブルー                   |
| 髪紐属性（リボン）               | テイルギアのリボンを翼に変形させる。                                                       | フォクスギルディ                     | ブルー、イエロー         |
| 兎耳属性（ラビット）             | 跳躍力を強化する。                                                                         | ラビットギルディ                     | ブルー                   |
| 学校水着属性（スクールスイム）   | 地面を水のように泳げるようにする。                                                         | タイガギルディ                       | ブルー                   |
| 項後属性（ネープ）               | 髪の毛を精密に操る。                                                                       | クラブギルディ                       |                          |
| 巨乳属性（ラージバスト）         | 極限の弾力で攻撃の威力を倍加して跳ね返す。                                                 | リヴァイアギルディ                   | イエロー                 |
| 貧乳属性（スモールバスト）       | 鉄壁の防御膜を展開する。                                                                   | クラーケギルディ                     | ブルー                   |
| 唇属性（リップ）                 | 不明                                                                                       | パピヨンギルディ                     |                          |
| 文学属性（ブック）               | 敵の弱点を顔の前のスクリーンに映す。                                                       | オウルギルディ                       | イエロー                 |
| 三つ編み属性（トライブライド）   | 各人の武器を合体させた必殺の巨砲、フュージョニックバスターを作る。                         | ケルベロスギルディ                   | レッド                   |
| 脚属性（レッグ）                 | 脚力を強化する。                                                                           | フリイギルディ                       | レッド、ブルー、イエロー |
| 男の娘属性（ガールズボーイ）     | 属性玉多重変換機構を起動する。                                                             | アラクネギルディ                     | イエロー                 |
| 性転換属性（トランスセクシャル） | 属性玉多重変換機構を起動する。                                                             | スネイルギルディ                     | ブルー                   |
| 割腹筋属性（シックスパック）     | 物質を硬化させる。                                                                         | シーラカンスギルディ                 |                          |
| 涎属性（スロバー）               | 不明                                                                                       | チェリーブロギルディ                 |                          |
| 邪険属性（クルール）             | 不明                                                                                       | カクタスギルディ                     |                          |
| 匂い属性（フレグランス）         | 不明                                                                                       | ラフレシアギルディ                   |                          |
| 被虐属性（マゾヒスティック）     | 不明                                                                                       | マンドラゴラギルディ                 |                          |
| 教師属性（ティーチャー）         | 不明                                                                                       | ユグドラシルギルディ                 | イエロー                 |
| 仮装属性（コスプレ）             | 不明                                                                                       | シケーダギルディ、モスキートギルディ |                          |
| 閉所属性（リミットスペース）     | 不明                                                                                       | アメーバギルディ                     |                          |
| 母属性（マザー）                 | 超高速移動が出来るが、制御が難しい。                                                       | プテラギルディ                       |                          |
| 腰属性                           | 不明                                                                                       | フラミンゴギルディ                   |                          |
| 複合                             |                                                                                            |                                      |                          |
| 脚属性 + 兎耳属性                | 必殺技〈ヴォルティックジャッジメント・クレセント〉を発動。                                 | -                                    | イエロー                 |
| 巨乳属性 + 貧乳属性              | 必殺技〈リフレクション・バースト〉を発動。                                                 | -                                    |                          |
| 貧乳属性 + 邪険属性              | 物質を感知させなくできる特性により、〈リフレクション・バースト〉を不可視の罠へと強化する。 | -                                    | ブルー                   |
| 巨乳属性 + 邪険属性              | 物質を感知させなくできる特性により、〈リフレクション・バースト〉を不可視の罠へと強化する。 | -                                    | イエロー                 |
| 唇属性 + 涎属性                  | 口から光線を発射する。                                                                     | -                                    | ブルー                   |
| 項後属性 + 割腹筋属性            | 髪の毛で敵を拘束する。                                                                     | -                                    |                          |

プログレスバレッター
第4巻で装備。テイルレッド独自の強化武装。かつてはブルーであったトゥアールが使っていたもので、菱形で左右を引っ張ると三角になる一対の髪留め。薄く優しい銀色で、主張の強くない程度に柄が彫られている。普通のバレッタと異なり、ツインテールを結わえやすい作り。
変身の解けなくなった総二は美しいツインテールを維持するためにたゆまぬ努力を惜しまず、心身ともにさらなる高みへと到達。自らの内なるツインテールとの対話により、トゥアールのアクセサリをもって新たなる力を得る。フォースリヴォンと合体、テイルギアのツインテール属性の変換・流動システムに干渉し、「攻撃特化」と「速度特化」の二極集中進化をもたらす。また、プログレスバレッター自体も状況によって四つのモードに変形する。下記の2形態の他にフォーライザーチェインという形態もある。
ライザーチェイン
上結びツインテール攻撃特化戦闘形態。ツインテールの属性力の循環を止め、上体に集中させることで攻撃力を増幅。一方で、ギアの防御力は属性力の循環により発生しているため、防御力が下がる。
フォーラーチェイン
下結びツインテール速度特化戦闘形態。ツインテール属性力の循環を止めて下体に集中させることで脚力を増幅。さらにツインテールの毛先が地面についてしまうのを嫌う総二のこだわりにより、超加速を実現した。しかしライザーチェインと同じく循環が停止するので、防御力が下がる。両形態にいえることだが、循環が22秒以上止まってしまうとギアが暴走し、最悪使用者ごと爆発する。
ブレイザーブレイドツイン

ブレイザーエッジ

ブレイザーセイバー

プログレスバレッター

プログレスモード
中心から二つに分割、フォースリヴォンと合体。
シールドモード
小型の盾。左腕に装着。
ブレイドマイティモード
二刀のブレイザーブレイドと合体、ブレイザーブレイドツインへとパワーアップ。
スラッシュモード
炎の刃をまとったブーメラン。ブレイドマイティモードから分割、角度をつけて投げ放つ。

ライジングブレイザー
ライザーチェインとフォーラーチェインとの複合技。

アルティメットチェイン
総二が自身の属性力で生み出したテイルギア・ツインテイルギア、トゥアールの属性力が籠められたテイルギアの2つを合わせることで変身する最強形態。全身は前述のツインテリウムを纏っており、究極のツインテールの力は完全に制御されている。一撃でエレメリアンを倒すほど攻撃力が増している。また、究極のツインテールの性質として、ツインテール属性の正確な探知が可能。エレメリアンはツインテール属性を必ず持って生まれるため、ティラノギルディはこの能力を「天敵（アンチ）エレメリアン」と評した。
テイルレガリア
背中の6枚の翼のような形をした、分離可能な支援機。
テイルカリバー
複数の属性力を組み合わせて使用できる大剣。
ファイナルブレイザー
必殺技。

絶対服従首輪（アブソリュートリング）
第7巻で装着。イエロー独自の強化武装。慧理那の心の内で総二に着けてもらった首輪が具現化した物。
アブソリュートチェイン
迷いを振り切った慧理那が会得した強化形態。激烈なエネルギー消費と引き換えに、圧倒的な火力とパージ時における大胆な露出度を実現した。不足するエネルギーは、アブソリュートリングから延びるリードを介してテイルレッドより供給可能（そしてその分レッドが消耗する）。
ヴォルティックブラスターフォートレス

超合身巨大砲（スーパーユナイトウェポン）

コズミックジャッジメント

エターナルパッド
第8巻で装着。ブルーの進化装備（エヴォルヴアームズ）。自身のツインテールの起源を知り、これからの自身の在り方の覚悟を決めたとき、過去の総二からもらった胸パッドが変化したもの。
エターナルチェイン
精神的により強くなった愛香が会得した強化形態。胸の装甲はそのままだが、手足とリボンにブレードのような装備が付き、より攻撃的なスタイルになった。この状態では、基礎性能が派手に上昇したわけではないが、属性玉多重変換機構が計7箇所、最大7種同時発動が即座に可能なうえ、対峙する相手の属性力を自分の力として使用することも可能となる。しかし極度に疲労する副作用があり、現状3種同時発動より上は現実的ではない。
ウェイブランスエクシード

エクストリームウェーブ

エレメリアルバインダー
第13巻で装備。テイルレッドの進化装備（エヴォルヴアームズ）。
エレメリアチェイン
未知の強化形態。エレメリアンの全武装、全能力を使うことができるが、エレメリアンの精神と接続するため、精神的に不安定になる。
ブレイザーブレイドブレイカー

エレメリアセイバー

ドラゴニックブレイザー

### トゥアールの発明
トゥアールが作成したツインテイルズ支援用の発明。トゥアールの趣味で変なオプションがついているものが多いが、それらが改正されることはほぼない。
トゥアルフォン
ツインテイルズが連絡を取り合うためのガジェット。形状はスマートフォンのようであり、会話の内容は部外者には違った音として認識させることが可能。
アンチアイカシステム (AAS)
愛香に対抗することを目的とした発明品の総称。しかし、実際はいずれも目的を果たすまでもなく愛香に幾度となく破壊されている。番号は漢数字、算用数字混在。1巻につき一号登場するが、8巻では愛香が過去へと飛ばされる事件が発生したため、八号は欠番となっている。
一号・アンチアイカ一号
熱線銃。「ファイアー」の掛け声で発射。
テレビアニメ版一号・アイカフットバース
テレビアニメ版第3話に登場。格闘ロボット。

二号・アイカトラエール
肘掛け付きの拘束椅子。リモコン操作で手足の拘束枷が出現する。
三号・アイカカタメール
拘束スプレー。噴射すると爆発的に体積を増し、弾力を持つ水飴状となって対象を固める。
四号・アイカネムラセール
時限式噴霧型超強力催眠ガス装置。学生鞄に仕込めるサイズ。リモートで動作確認が出来る。
五号・アイカニュルニュール
携帯型触手キット。ティッシュ箱程度のサイズ。
六号・アイカウタワセール
盗み採りした愛香の声を合成して彼女の声で歌を歌わせる一種のボーカロイドのようなもの。
七号・アイカウチアゲール
スニーカー型。履けば成層圏まで打ち上げられる。
九号・アイカニコワサレルマエニニゲール
総二の部屋の扉を改造。愛香とトゥアールが突撃してくる前に、扉に足が生えてどこかへ逃走する。
十号・アイカヌガセール
光線銃。当たれば服のみ燃えるが、当然のように回避された。
十一号・アイカオサナクスール
牛乳パックのような容器に入った飲み物。愛香を幼女にするというトゥアールの欲望の元作られたが、飲ませることができなかったため、効果があったのかは不明。
十二号・アイカフヤース
帽子とゴーグルがあわさった様な機械で、これを被った人間は脳内の興奮物質を活性化されて暴力的になり、網膜を通したサブリミナルで愛香的な嗜好を植え付ける。深夜のノリで作った発明。
開発コードネームAASF
第5巻に登場。超巨大エレメリアン迎撃用という建前で構想段階にある発明品。名称は「Anti-Aika-System-Final」（アンチアイカシステムファイナル）の略称。赤いジェット戦闘機のスカイトゥアール、巨大なツインドリルと大小様々な火器で武装された黄色い戦車のランドトゥアール、潜水艦だが水圧対策（という建前）でやむなく冷蔵庫を横に並べただけのようなぞんざいな意匠の青いアクアトゥアールの計3機のテイルマシンからなる。これらが合体することで、トゥアールを模した顔を持つ巨大ロボ・双房合体トゥアールオーになる。その他、後述のスタートゥアール号を改造した支援・単独変形の二号ロボ化、更にトゥアールオーと合体しグレートトゥアールオーとなる構想もあるとのことである。

フュージョニックバスター
ツインテイルズ3人の個人武装を合体させた大型砲。外見は各武器を無理矢理合わせたような感覚も否めないものの、実際に合体武器のお約束として攻撃力は増加している。
人工衛星「ようじょ」
第3巻に登場。ツインテイルズサポートの要となる人工衛星。地表の全てをカバーするため、総二達に出会う前にトゥアールが打ち上げたメイン1基にサブ3基の計4基。エレメリアンの出現の察知、位置の特定を可能とする。内容の一部は「Y」と名付けられた極秘ファイルに保管されている。

スタートゥアール号
第5巻に登場。トゥアールが異世界を渡るのに使っていた戦艦。翼を付けたようなライトバンのようなフォルムをしている。

### エレメリアン関連用語
エレメリアン
属性力が結晶し誕生した生命体。個々の名称は「モチーフになった生物名」+「ギルディ」といった体裁であり、モチーフは虫、植物など幅広い。属性力を糧とし、無くなると消滅する。知能や情緒が人間と同等に発達している。
往々にして大仰な言いまわしを好むが、話の中身は高尚からほど遠い「冒涜的」なこともしばしば。その恐ろしい姿に反して、騎士道、武士道的なものや人情的な部分を重んじている。自身が司っている属性力の属性に応じた趣味や嗜好、性癖を有しており、その様は人間で言うところの「萌えオタク」そのもの。戦士としての矜持や覚悟を示す儀式なども、それらを暴露される絶望と屈辱に耐えるという内容のものが多い。一見するとコミカルだが、彼らが己の司る属性に懸ける覚悟は本物であり、そのためには時として命を投げ出すことも厭わないが、逆にそれ故に本来の目的を忘れて個人の趣味に固執してしまうことも多い。
属性力の回収には「属性力の技術を与え、ヒーローを成長させ、属性が拡散しきってから回収」という戦略を用いており、幾多の世界を侵略している。属性力が奪われた世界は何の趣味嗜好もない無味乾燥した世界となる。人間からは属性力を奪うが、傷つけることは禁忌とされている。属性力を奪い尽くすことによって自分達が被る弊害（ツインテール属性ならば、ツインテールの実物が見られなくなってしまう等）についても関知しているが、生き延びるためにはやむを得ないこととして冷徹に割り切っている。

アルティメギル
エレメリアンで構成された組織。エレメリアンは精神生命体であるが故に個々の主張が強いため、各部隊で行動している。部隊名は後述の四頂軍を除き、「隊長の名称」＋「部隊」といった体裁である。
アルティメギル四頂軍（ - しちょうぐん）
首領直轄の4つの精鋭部隊。構成員は強者が多い反面、「問題児」と呼ばれる者も多い。
美の四心（ビー・ティフル・ハート）
虫をモチーフにしたエレメリアンの部隊。リヴァイアギルディ、クラーケギルディの敗北後、ダークグラスパーとともに派遣された。
貴の三葉（ノー・ブル・クラブ）
植物をモチーフにしたエレメリアンの部隊。男性がメインのエレメリアンの中でも珍しく女性のみで構成されている。全員が同僚をネタにしたボーイズラブをたしなんでいる。問題児ばかりのため、一部隊としてダークグラスパーがまとめ直轄とした。しかし彼女をして、「すべてのエレメリアンをかけ算してしまう恐るべき女傑の集まり」といわしめた。
死の二菱（ダー・イノ・ランヴァス）
古代生物をモチーフにしたエレメリアンの部隊。敵勢力の討伐を主な任務とする。美の四心の壊滅後、総二たちの世界の侵攻部隊としてやってきた。希有な属性力を核にして生まれたため、その力を制御できなかった者が集う、貴の三葉に負けず劣らぬ問題児部隊。
神の一剣（ゴー・ディア・ソード）
伝説の生物をモチーフにしたエレメリアンの部隊。首領自ら「最大最強の部隊」と呼ぶ。構成員全員が白いローブを纏い、幹部級クラスの戦闘力を持つ。この部隊が出動するとその世界は滅ぶとさえ言われ、事実この部隊の目的は侵略した世界をエレメリアンの拠点とすることである。

五大究極試練
アルティメギルが行う修練の中でも修めるのが非常に困難なものの総称。
スケテイル・アマ・ゾーン
通販で買ったものが1年間、透明な箱で梱包され届けられる修練。
ナニイー・テモス・ヴェイル
言うことなすこと全て滑らせ、周囲をしらけさせ、孤立する修練。
メロゲイマ・アニトゥラー
自分自身を題材にした創作作品を作り、他人に批評される修練。スワンギルディは自身を私立探偵にした小説を書いたが、フェニックスギルディの音読・校閲に堪えられず爆発四散しかけた。

テイルギアTYPE-P
トゥアールのテイルギアを見たペガサスギルディが開発したテイルレインフォーサーを核に、フェニックスギルディが自身の武器を変身デバイスとして装着する、ポニーテール属性で駆動するテイルギア。Pの文字には「phoenix」、「ponytail」、そして「prototype」と3つの意味が込められている。その意味の通り唯乃ことフェニックスギルディに受け継がれ、レッド、ブルー、イエローをまとめて圧倒するほどの戦闘力を発揮する。一方で試作品ゆえに安定性と稼働時間に難があり、唯乃の気力でそれを補っている。

### 地名・施設
アドレシェンツァ
総ニの自宅で未春が営業している喫茶店。道楽経営のため不定休。地下にツインテイルズの秘密基地がある。地球がエレメリアンに狙われたことに端を発し、中二病喫茶へと変容していく。店名（adolescenza）はイタリア語で「青年期」や「思春期」を意味する。
陽月学園（ようげつがくえん）
総二達が通学する私立学校。生徒数の多いマンモス校である。初等部から大学部まで一貫進学が可能。

## 評価
第6回小学館ライトノベル大賞ガガガ文庫部門にて審査員特別賞を受賞した（受賞時のタイトルは「それは、ついんてーるの異世界」）。同賞でゲスト審査員を務めた漫画家の畑健二郎は、「読み終わった瞬間の感想は『もうこのまま出版するといいよ。もしくは来週からアニメ化とかするといいよ』という感じ。笑いました。小説を読みながら声を出して笑ったのは久しぶり」と述べ、本作品を激賞した。また、アイディアのはじけ方に比して目立たないが、文章や構成が非常にうまいと評し、その一例として、「こういうハイテンションでおバカなお話」は読者を飽きさせずに最後までテンションを維持していくのが非常に難しいものだが、この作品は、緩急の付け方が巧妙なため、それに成功している点を挙げている。そして、「軽快な文章と勢い、笑いのセンスが個人的にもかなりツボだった」と述べ、作品を審査員特別賞に推薦した。また、一般の読者の反応も好意的だったが、しっかりとしたストーリーと戦闘もある熱い展開ながらも、ツインテールだらけの内容や敵キャラを含む登場人物たちの変態性から「バカ小説」「変態小説」と評されている。そうした評価に対して、ガガガ文庫編集部は「最高の褒め言葉として受け止めている」と応じている。
2015年2月には「日本ツインテール協会」が定める「ツインテールアワード2015」の特別賞を授与されている。

## 既刊一覧

### 小説
水沢夢（著） / 春日歩（イラスト） / bun150（イラスト、第20巻のみ） 『俺、ツインテールになります。』 小学館〈ガガガ文庫〉、全22巻
| 巻数        | 初版発行日（発売日）       | ISBN              |
| ----------- | -------------------------- | ----------------- |
| 1           | 2012年6月24日（6月19日）   | 978-4-09-451346-2 |
| 2           | 2012年11月25日（11月20日） | 978-4-09-451375-2 |
| 3           | 2013年3月24日（3月19日）   | 978-4-09-451398-1 |
| 4           | 2013年7月23日（7月18日）   | 978-4-09-451424-7 |
| 5           | 2013年12月23日（12月18日） | 978-4-09-451454-4 |
| 6           | 2014年6月23日（6月18日）   | 978-4-09-451491-9 |
| 7           | 2014年9月23日（9月18日）   | 978-4-09-451508-4 |
| 8（通常版） | 2014年12月23日（12月18日） | 978-4-09-451524-4 |
| 8（特装版） | 2014年12月23日（12月18日） | 978-4-09-451528-2 |
| 9           | 2015年4月22日（4月17日）   | 978-4-09-451543-5 |
| 10          | 2015年10月25日（10月20日） | 978-4-09-451576-3 |
| 11          | 2016年3月23日（3月18日）   | 978-4-09-451599-2 |
| 12          | 2016年10月23日（10月18日） | 978-4-09-451635-7 |
| 4.5         | 2017年3月22日（3月17日）   | 978-4-09-451662-3 |
| 13          | 2017年8月23日（8月18日）   | 978-4-09-451692-0 |
| 14          | 2017年12月24日（12月19日） | 978-4-09-451711-8 |
| 15          | 2018年4月23日（4月18日）   | 978-4-09-451729-3 |
| 16          | 2018年10月23日（10月18日） | 978-4-09-451754-5 |
| 17          | 2019年3月24日（3月19日）   | 978-4-09-451776-7 |
| 18          | 2019年9月23日（9月18日）   | 978-4-09-451809-2 |
| 19          | 2020年2月23日（2月18日）   | 978-4-09-451829-0 |
| 20          | 2020年12月23日（12月18日） | 978-4-09-451876-4 |
| 21          | 2022年11月23日（11月18日） | 978-4-09-453095-7 |

### オーディオブック
2020年9月より順次、Audibleから吉岡麻耶の朗読で全20巻がオーディオブック化されデータ配信により販売されている。

## 漫画
『月刊ビッグガンガン』（スクウェア・エニックス）2014年Vol.09から2015年Vol.07まで、『俺、ツインテールになります。π』（おれ ツインテールになります パイ）のタイトルで連載された。原作は水沢夢、キャラクター原案は春日歩、作画は柚木涼太。
| 巻数 | 初版発行日（発売日）   | ISBN              |
| ---- | ---------------------- | ----------------- |
| 1    | 2014年12月18日（同日） | 978-4-7575-4495-6 |
| 2    | 2015年8月25日（同日）  | 978-4-7575-4726-1 |

## テレビアニメ
2013年12月にアニメ化企画進行中であることが、2014年6月にテレビアニメ化がそれぞれ発表され、2014年10月より12月まで放送された。

### スタッフ
- 原作 - 水沢夢[4][注釈 4]（小学館「ガガガ文庫」刊）
- キャラクター原案 - 春日歩[4]
- 監督 - 神戸洋行[4][注釈 5]
- 助監督 - 喜多幡徹[4]
- シリーズ構成 - 荒川稔久[4]
- キャラクターデザイン - 森田和明[4]
- 総作画監督 - 森前和也、西尾公伯[4]
- エレメリアンデザイン・アクション監督 - 山根まさひろ[4]
- 衣装デザイン - 沖田宮奈[4]
- プロップデザイン - コレサワシゲユキ[4]
- 美術監督 - 滝口勝久[4]
- 美術設定 - 大平司[4]
- 色彩設計 - 鈴城るみ子[4]
- 撮影監督 - 設楽希[4]
- CGディレクター - 渡辺哲也[4]
- 編集 - 木村祥明[4]
- 音響監督 - えのもとたかひろ[4]
- 音楽 - 高梨康治[4]
- 音楽プロデューサー - 伊藤裕史[4]
- 音楽制作 - ポニーキャニオン[4]
- プロデューサー - 田中豪[4]、伊藤裕史[4]、岡本順哉[4]、有馬茂晃[4]、青木零一[4]、吉川敦史[4]
- アニメーションプロデューサー - 黄樹弐悠[4]
- アニメーション制作 - プロダクションアイムズ[4]
- 製作協力 - ポニーキャニオン[4]、小学館[4]、第一興商[4]、ダックスプロダクション[4]、プロダクションアイムズ[4]、レイ[4]
- 製作 - 製作委員会はツインテールになります。[4][注釈 6]

### 主題歌
「ギミー!レボリューション」
内田真礼によるオープニングテーマ。作詞はこだまさおり、作曲は田淵智也、編曲はやしきん。
「ツインテール・ドリーマー!」
テイルレッド（上坂すみれ）、テイルブルー（相坂優歌）、テイルイエロー（赤﨑千夏）からなるユニット「ツインテイルズ」によるエンディングテーマ。作詞・作曲・編曲はpapiyon。
「恋のメガネ」
善沙闇子（日笠陽子）による第9話、第11話挿入歌。作詞・作曲・編曲はふわりP。
「テイルオン!ツインテイルズ」
ツインテイルズによる第9話、第12話挿入歌。作詞は荒川稔久、作曲は渡辺宙明、編曲は高梨康治。

### 評価
ライトノベル評論本『ライトノベル・フロントライン 1』には声優の使い方が豪華だったと記されている。主人公が変身した姿である「テイルレッド」には上坂すみれが、ツインテール自体には池田秀一が起用されている。加えて、敵側のキャラクターには有名なベテラン男性声優が多く起用されている。また、同本は作画についても触れており、放送中に作画クオリティが著しく低下する回があった点が残念だったとしている。

### 各話リスト
| 話数   | サブタイトル                                                                                             | シナリオ | 絵コンテ | 演出              | 作画監督                                                                |
| ------ | --- | -------- | -------- | ----------------- | ----------------------------------------------------------------------- |
| 第1話  | 地球はツインテールの星                                                                                   | 荒川稔久 | 神戸洋行 | 喜多幡徹          | 森前和也 滝川和男 中島美子 今井雅美 青野厚司                            |
| 第2話  | ツインテールな謎！？                                                                                     | 荒川稔久 | 平野俊貴 | 石屋義政          | 松本文男                                                                |
| 第3話  | 青き怒濤！テイルブルー                                                                                   | 荒川稔久 | 吉田英俊 | 松本マサユキ      | 飯飼一幸 Hwang Sung Won                                                 |
| 第4話  | 激烈ツインバトル！                                                                                       | 荒川稔久 | 平野俊貴 | 阿部雅司          | 山根まさひろ 青野厚司 滝川和男 森田和明 （ゲーム画面）                  |
| 第5話  | 三人目の戦士（）！                                                                                       | 和智正喜 | 石屋義政 | 石屋義政          | 松本文男                                                                |
| 第6話  | 完全開放（）！テイルイエロー                                                                             | 和智正喜 | 吉田英俊 | 渡部周            | 油井徹太郎 安田周平 谷拓也                                              |
| 第7話  | 熱烈見参（デビュー）！！暗黒眼鏡女子（ダークグラスパー）                                                 | 荒川稔久 | 沖田宮奈 | 松本マサユキ      | Whang Soung Won                                                         |
| 第8話  | 慧理那、はじめての… - 慧理那、えろほんを買う - アルティメギル、文学を語る - 慧理那のお見合いをぶっこわせ | 和智正喜 | 真心一人 | 南川達馬 喜多幡徹 | 渡辺浩二 滝川和男 松岡秀明                                              |
| 第9話  | 打ち破れ！！暗黒幻夢（）                                                                                 | 荒川稔久 | 沖田宮奈 | 橋口洋介          | Whang Soung Won                                                         |
| 第10話 | なぜだ！？俺、絶不調                                                                                     | 和智正喜 | 吉田英俊 | 阿部雅司          | 興石暁 青木真理子 武藤和浩 雨宮英雄 李周鉉                              |
| 第11話 | レッド絶体絶命                                                                                           | 和智正喜 | 石屋義政 | 石屋義政          | 松本文男                                                                |
| 第12話 | ツインテールよ永遠に                                                                                     | 荒川稔久 | 真心一人 | 喜多幡徹 神戸洋行 | 渡辺浩二 滝川和男 松岡秀明 森田和明 西尾公伯 北村淳一 古川博之 馬場竜一 |

### 放送局
| 放送期間                      | 放送時間                     | 放送局         | 対象地域   | 備考                      |
| ----------------------------- | ---------------------------- | -------------- | ---------- | ------------------------- |
| 2014年10月10日 - 12月26日     | 金曜 1:46 - 2:16（木曜深夜） | TBSテレビ      | 関東広域圏 | 製作局                    |
|                               | 金曜 2:51 - 3:21（木曜深夜） | CBCテレビ      | 中京広域圏 |                           |
| 2014年10月12日 - 12月28日     | 日曜 1:00 - 1:30（土曜深夜） | BS-TBS         | 日本全域   | BS放送                    |
| 2014年10月13日 - 12月29日     | 月曜 1:30 - 2:00（日曜深夜） | サンテレビ     | 兵庫県     |                           |
| 2014年11月3日 - 2015年1月19日 |                              | TBSチャンネル1 | 日本全域   | CS放送 / リピート放送あり |

なおBS-TBSでは2015年4月5日1:00 - 1:30（土曜深夜）に振り返りトークなどで構成する「特別編」を放送した。
| 配信開始日     | 配信時間                   | 配信サイト         | 備考                                                                   |
| -------------- | -------------------------- | ------------------ | ---------------------------------------------------------------------- |
| 2014年10月14日 | 火曜 12:00 更新            | TBSオンデマンド    |                                                                        |
|                |                            | バンダイチャンネル |                                                                        |
| 2014年10月15日 | 水曜 23:30 - 木曜 0:00     | ニコニコ生放送     |                                                                        |
| 2014年10月16日 | 木曜 0:00（水曜深夜） 更新 | ニコニコチャンネル | 初回のみ水曜23:00 更新 第1話のみ無期限無料 第2話以降は72時間無料後削除 |

### BD / DVD
| 巻 | 発売日         | 収録話          | 規格品番   | 規格品番   | オーディオコメンタリー出演     |
| 巻 | 発売日         | 収録話          | BD         | DVD        | オーディオコメンタリー出演     |
| -- | -------------- | --------------- | ---------- | ---------- | ------------------------------ |
| 1  | 2014年12月26日 | 第1話 - 第2話   | PCXE-50491 | PCBE-54721 | 島﨑信長、相坂優歌、内田真礼   |
| 2  | 2015年1月30日  | 第3話 - 第4話   | PCXE-50492 | PCBE-54722 | 相坂優歌、内田真礼、稲田徹     |
| 3  | 2015年2月27日  | 第5話 - 第6話   | PCXE-50493 | PCBE-54723 | 赤﨑千夏、M・A・O、水沢夢      |
| 4  | 2015年3月20日  | 第7話 - 第8話   | PCXE-50494 | PCBE-54724 | 赤﨑千夏、日笠陽子、五十嵐裕美 |
| 5  | 2015年4月24日  | 第9話 - 第10話  | PCXE-50495 | PCBE-54725 | 島﨑信長、相坂優歌、内田真礼   |
| 6  | 2015年5月22日  | 第11話 - 第12話 | PCXE-50496 | PCBE-54726 | 島﨑信長、相坂優歌、上坂すみれ |

### インターネット番組
『ニコ生でツインテールになります！「生ツイ！」』は、2014年9月24日から2015年1月28日までニコニコ生放送にて生放送で配信されていたインターネット番組。隔週水曜日配信。生放送の翌週火曜日に音泉にてアーカイブ音声配信される。パーソナリティは相坂優歌（津辺愛香 役）、M・A・O（桜川尊 役）。

### webラジオ
『ラジオでツインテールになります！「ラジツイ！」』は、2014年10月7日から2015年2月10日まで音泉にて配信されていたwebラジオ番組。隔週火曜日配信。パーソナリティは赤﨑千夏（神堂慧理那　役）、M・A・O（桜川尊 役）。

#### ゲスト
- 第7回（12月23日） 水沢夢
- 第11回（2015年2月10日） 相坂優歌

| 巻 | 発売日        | 新規撮り下ろしラジオ内容 (DISC1) | 過去配信回 (DISC2) | 規格品番       |
| -- | ------------- | --- | ------------------ | -------------- |
| 1  | 2015年1月28日 | 『上坂すみれのラジオCDで、ツインテールになります。』 『相坂優歌とM・A・OのラジオCDで、ツインテールになります。』 『赤﨑千夏とM・A・OのラジオCDで、ツインテールになります。』 | 第1回 - 第10回     | TBZR-0333/0334 |
| 2  | 2015年3月25日 | 『相坂優歌と赤﨑千夏とM・A・OのラジオCDで、ツインテールになります。』 | 第11回 - 第20回    | TBZR-0411/0412 |

### イベント
俺、ツインテールになります。ツインテールの日前夜祭?集え！属性力！俺のツインテールは無限だ！?
2015年2月1日に中野サンプラザにて「ツインの部（昼）」「テールの部（夜）」の2部公演で開催された。出演は島﨑信長、五十嵐裕美、上坂すみれ、相坂優歌、赤﨑千夏、内田真礼、日笠陽子。
| TBS 金曜1:46 - 2:16（木曜深夜） | TBS 金曜1:46 - 2:16（木曜深夜） | TBS 金曜1:46 - 2:16（木曜深夜） |
| 前番組                          | 番組名                          | 次番組                          |
| ------------------------------- | ------------------------------- | ------------------------------- |
| RAIL WARS!                      | 俺、ツインテールになります。    | 幸腹グラフィティ                |